# Murilo Cezar
Murilo Cezar (São Paulo, 6 de junho de 1986), é um ator brasileiro. Conhecido por ser o protagonista masculino Marcelo Pessoa em As Aventuras de Poliana no SBT.

## Filmografia

### Televisão
| Ano     | Título                  | Personagem               | Notas |
| ------- | ----------------------- | ------------------------ | ----- |
| 2015    | Segredos Médicos        | Tchello                  |       |
| 2017    | Brasil a Bordo          | Richard Birigui          |       |
| 2018    | Velhas Amigas           | Tarcísio                 |       |
| 2017    | Carinha de Anjo         | Lucas Anderi             |       |
| 2018–20 | As Aventuras de Poliana | Marcelo Pessoa           |       |
| 2021    | A História É Sua        | Ari Telles               |       |
| 2022–23 | Poliana Moça            | Marcelo Pessoa           |       |
| 2022    | De Volta aos 15         | Prof. Rodrigo (Rodrigão) |       |
| 2025    | Paulo, O Apóstolo       | Paulo de Tarso/Saulo     |       |

### Cinema
| Ano  | Título                | Personagem |
| ---- | --------------------- | ---------- |
| 2016 | 1972                  | Silas      |
| 2016 | Slow Dancing          | César      |
| 2017 | Os Mutantes do Espaço | Rei Wolf   |
| 2017 | O Vampiro da Paulista | Lobisomen  |
| 2018 | Ana                   | André      |

## Teatro
| Ano  | Título                  | Personagem |
| ---- | ----------------------- | ---------- |
| 2013 | Os que têm Hora Marcada | Capsulão   |
| 2013 | Os Cinco Contos         | Saul       |
| 2016 | Terapia Sexual          | Bebeto     |

## Prêmios e indicações
| Ano  | Prêmio                 | Categoria             | Trabalho                | Resultado |
| ---- | ---------------------- | --------------------- | ----------------------- | --------- |
| 2019 | Prêmio Contigo! Online | Melhor Ator de Novela | As Aventuras de Poliana | Venceu    |